# Neso (maan)

Neso

Neso is een maan van Neptunus ontdekt door M. Holman en B. Gladman op 14 augustus 2002. De maan is ongeveer 60 kilometer in doorsnede, draait in een baan met straal van 48.387.000 km om Neptunus in 9374,0 dagen. Zijn massa wordt geschat op 1,6x1017 kilogram.
De maan is ook wel bekend onder de aanduiding Neptunus XIII. De tijdelijke aanduiding voordat de definitieve naam werd toegekend was S/2002 N 4
Triton · Naiad · Thalassa  · Despina · Nereïde · Galatea · Larissa · Proteus · Halimede · Sao · Hippocampus · Laomedeia · Psamathe · Neso